# Arto Halonen
Arto Halonen (ur. 11 stycznia 1964 w Joensuu) – fiński reżyser filmów dokumentalnych oraz produkcji i animacji telewizyjnych. Założyciel i pierwszy dyrektor oraz kierownik artystyczny helsińskiego festiwalu filmów dokumentalnych DocPoint (2001–2004). Założył własną firmę producencką, Art Films production AFP Oy.
Jest autorem filmu Cień świętej księgi (2007), opisującego turkmeński reżim Saparmurata Nijazowa oraz mechanizmy wspierania go przez wielkie korporacje europejskie i amerykańskie. Film miał premierę podczas Międzynarodowego festiwalu filmów dokumentalnych IDFA w Amsterdamie, gdzie ubiegał się o nagrodę Jorisa Ivensa dla najlepszego filmu. Wyświetlano go na ponad stu festiwalach filmowych na całym świecie, w 2008 był nominowany do Europejskiej Nagrody Filmowej w kategorii "Najlepszy Europejski Film Dokumentalny", zdobył Nagrodę Główną na Międzynarodowym Festiwalu Praw Człowieka w Paryżu, Specjalną Nagrodę Jury na Międzynarodowym Festiwalu Filmowym Art-House w Batumi, Nagrodę Publiczności na Międzynarodowym Festiwalu Filmów Dokumentalnych na Tajwanie, Honorowe Wyróżnienie na Międzynarodowym Festiwalu 1001 Filmów Dokumentalnych w Turcji, Specjalną Nagrodę Jury na festiwalu CRONOGRAF w Mołdawii oraz Nagrodę Fińskiego Komitetu Kinematografii za Wybitną Jakość Produkcji w roku 2008
Wraz ze współscenarzystą tego filmu, Kevinem Frazierem, Halonen opisał szczegółowo genezę i proces jego powstania w książce Shadow of the Holy Book (wyd. polskie: W cieniu świętej księgi, Czarne 2010, tłum. Sebastian Musielak). Książka była nominowana do Nagrody im. Ryszarda Kapuścińskiego za reportaż literacki. Autorzy wspominają w niej również o polskim monopoliście gazowym, PGNiG.

## Wybrane filmy
- Ringside (1992)
- Karmapa – Two Ways of Divinity (1998)
- A Dreamer and the Dream Tribe (1998)
- The Star's Caravan (2000)
- The Tank Man (2004)
- Conquistadors of Cuba (2005)
- Pavlov's Dogs (2006)
- Cień świętej księgi (2007)
- Magnetic Man (2009)
- Princess, 2010